# فرودگاه کالتاگ
فرودگاه کالتاگ (به انگلیسی: Kaltag Airport) یک فرودگاه همگانی با کد یاتا KAL است که یک باند فرود شن دارد و طول باند آن ۱۲۱۵ متر است. این فرودگاه در شهر کالتاگ، آلاسکا کشور ایالات متحده آمریکا قرار دارد و در ارتفاع ۵۵ متری از سطح دریا واقع شده است.